# 6392 Takashimizuno
6392 Takashimizuno (1990 HR) là một tiểu hành tinh nằm phía ngoài của vành đai chính được phát hiện ngày 29 tháng 4 năm 1990 bởi Y. Mizuno và T. Furuta ở Kani.